# Utrechter Union der Altkatholischen Kirchen
Die Utrechter Union der Altkatholischen Kirchen (Utrechter Union) wurde am 24. September 1889 als Kirchengemeinschaft altkatholischer Kirchen gegründet.

## Grundsätze des Altkatholizismus
Die Altkatholischen Kirchen entstanden (mit Ausnahme der schon länger bestehenden Altkatholischen Kirche der Niederlande) im Anschluss an das Erste Vatikanische Konzil von 1870. Die katholischen Christen, welche die Beschlüsse des ersten Vatikanischen Konzils nicht annahmen, wurden von der römisch-katholischen Kirche exkommuniziert und gründeten schließlich eigene Gemeinden und Kirchen. Die wesentlichen Konfliktpunkte waren die auf dem Konzil formulierten Dogmen von der päpstlichen Unfehlbarkeit  und seines Jurisdiktionsprimates über alle Bischöfe.
In der Utrechter Erklärung von 1889, dem Gründungsdokument der Union, bekannten sich die alt-katholischen Bischöfe zu dem, was sie als den „alten katholischen Glauben der alten ungeteilten Kirche des ersten Jahrtausends“ ansahen, und bekräftigten ihre Ablehnung der ihrer Ansicht nach unrechtmäßigen Machtansprüche des Papstes.
Sie bekennen ferner den Charakter der Eucharistiefeier als einer realen Vergegenwärtigung des Opfers Christi auf Erden und seine bleibende Gegenwart in den geweihten Gaben von Brot und Wein unter Ablehnung der Transsubstantiationslehre.
Ein weiterer wichtiger Punkt der Erklärung ist ihr Bekenntnis zur Ökumene. Die altkatholische Kirche vor allem in Deutschland und der Schweiz hat sich seit ihrer eigenen kirchlichen Existenz für eine Verständigung unter den einzelnen Konfessionen eingesetzt, unter anderem durch Abhaltung mehrerer Unions-Konferenzen in Bonn noch in den 1870er Jahren mit Vertretern der orthodoxen und anglikanischen Kirchen.

## Kirchenrechtliche Grundlage der Utrechter Union
Von 1889 bis 2000 bildete die Utrechter Konvention die kirchenrechtliche Grundlage für die Utrechter Union. Die Bestandteile waren:
1. Die Utrechter Erklärung, die einige theologische Standpunkte des Altkatholizismus erläutert
2. Die Vereinbarung über die communio in sacris (zwischen den altkatholischen Ortskirchen)
3. Das Reglement, das zum Beispiel den Präsidenten der Bischofskonferenz bestimmte.[3]

Größere Revisionen von Vereinbarung und Reglement erfolgten 1952 und 1974, die Utrechter Erklärung blieb textlich unangetastet.
Mit Rechtswirksamkeit per 1. Januar 2001 wurde die Konvention durch das im Jahr 2000 von der Internationalen Altkatholischen Bischofskonferenz beschlossene Statut der in der Utrechter Union vereinigten Bischöfe abgelöst. Das Statut besteht aus einer Präambel, einer Inneren Ordnung (basierend auf der Vereinbarung), einer Geschäftsordnung (aufbauend auf dem Reglement) und abschließenden Bestimmungen. Die Präambel definiert einige Grundsätze der altkatholischen Ekklesiologie und erklärt die Utrechter Erklärung von 1889 als grundlegend für die altkatholische Lehre. In die Präambel sind Einsichten und Überlegungen von Kurt Stalder eingeflossen. In der Inneren Ordnung werden die Aufgaben der Internationalen Altkatholischen Bischofskonferenz definiert. Die Geschäftsordnung bestimmt den Erzbischof von Utrecht zum Präsidenten der Bischofskonferenz. Jeder Bischof der Utrechter Union ist verpflichtet, das Statut, das auch die Utrechter Erklärung von 1889 umfasst, zu unterschreiben.

## Erklärungen der Internationalen Altkatholischen Bischofskonferenz
Die Utrechter Erklärung ist der konfessionskundlich bekannteste Text des Altkatholizismus.
Die Utrechter Erklärung von 1889 behandelt in ihren acht Artikeln folgende Themen:
1. Grundsatz des Vinzenz von Lerin
2. Ablehnung der päpstlichen Unfehlbarkeit und des Jurisdiktionsprimates, aber Anerkennung des altkirchlichen Primates als primus inter pares
3. Ablehnung des Dogmas von 1854 über die Unbefleckte Empfängnis
4. Ablehnung der Bullen Unigenitus Dei filius und Auctorem fidei, weiter Verwerfung des Syllabus
5. Nur bedingte Annahme des Konzil von Trient
6. Erläuterungen zur Eucharistie und Bekenntnis zur Realpräsenz
7. Hoffen auf ökumenische Verständigung
8. Absage an die religiöse Gleichgültigkeit der Gegenwart[12]

Am 26. Dezember 1950 wurde von der Internationalen Altkatholischen Bischofskonferenz die Erklärung über Mariä Himmelfahrt veröffentlicht; sie war die (ablehnende) altkatholische Antwort auf die in diesem Jahr durch Papst Pius XII. erfolgte Dogmatisierung. Der Glaubensbrief von 1969 ist im Zusammenhang mit dem orthodox-altkatholischen Dialog entstanden. Er behandelt einige Fragen der Ekklesiologie sowie der Sakramentenlehre. Der Glaubensbrief wurde am 15. Dezember 1969 beschlossen und am 21. Juni 1970 von einer altkatholischen Bischofsdelegation in feierlicher Form dem ökumenischen Patriarchen von Konstantinopel überreicht. Die Erklärung über das Filioque von 1969 hält den altkatholischen (und orthodoxen) Standpunkt fest, dass im Glaubensbekenntnis der (westliche) Zusatz des Filioque abgelehnt wird. In der Erklärung Das Primat in der Kirche vom 18. Juli 1970 befürwortet die Altkatholische Bischofskonferenz das Primat des römischen Bischofs im Sinne der alten, ungeteilten Kirche, lehnt aber die Ausgestaltung in Form des I. Vatikanischen Konzils und dessen Dogmen ab.

## Einrichtungen in der Utrechter Union

### Internationale Altkatholische Bischofskonferenz

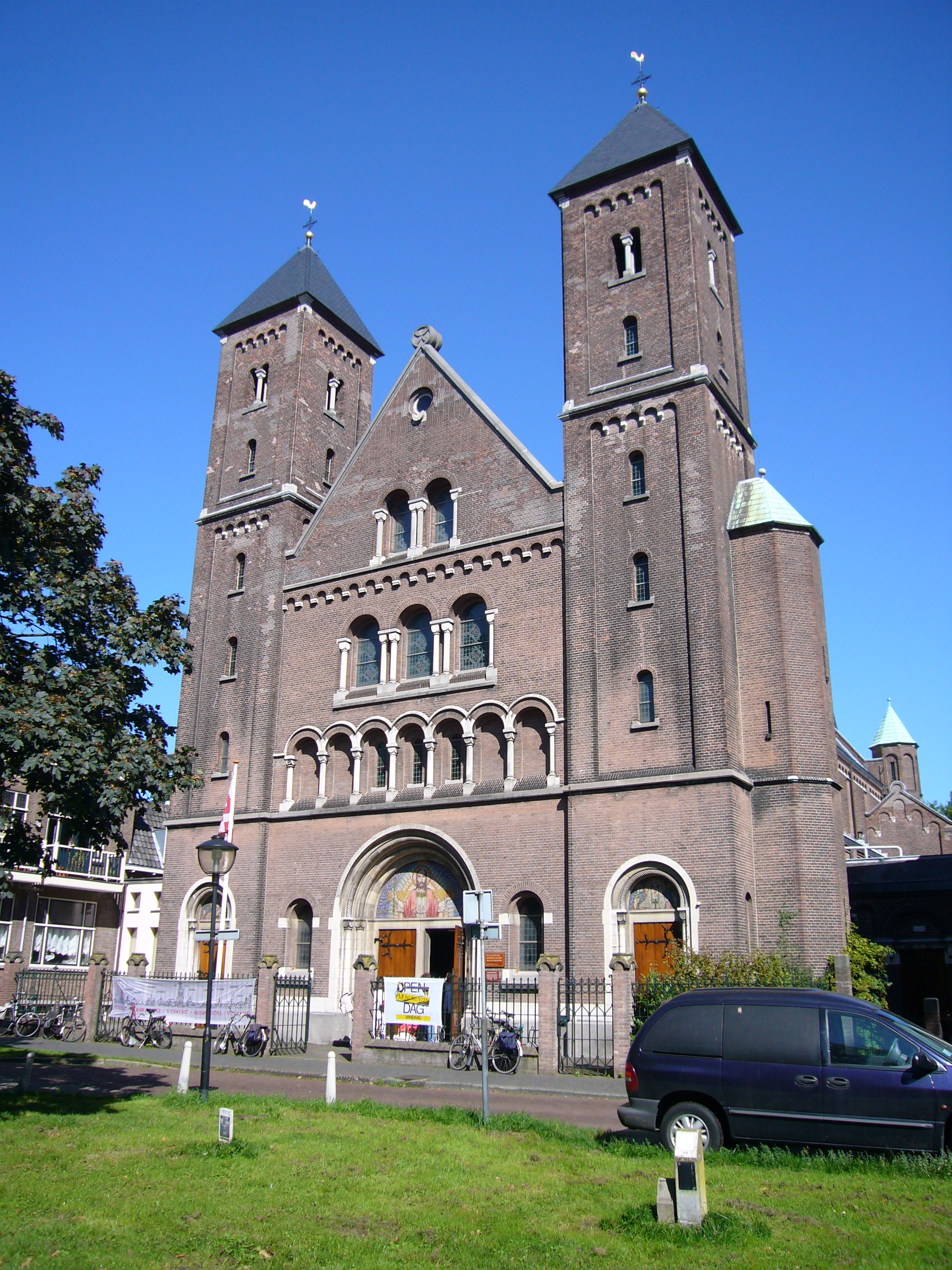
Die St.-Getrudis-Kathedrale in Utrecht

Die Internationale Altkatholische Bischofskonferenz, abgekürzt IBK, ist seit 1889 für die Aufrechterhaltung der Gemeinschaft innerhalb der Utrechter Union und für die Bezeugung der Wahrheit der apostolischen Tradition verantwortlich. Die Bischofskonferenz hat keine direkte Jurisdiktionsgewalt in den Mitgliedskirchen, die Utrechter Union ist daher im gewissen Grad vergleichbar mit der Anglican Communion oder mit der Orthodoxen Kirche (und ihren autokephalen Kirchen). Die Bischofskonferenz kann in strittigen Fragen des Glaubens und der Sitte Stellungnahmen veröffentlichen und auch Aussagen zu Glauben und Lehre treffen. Auch Abkommen der Utrechter Union mit anderen Kirchen werden durch die Bischofskonferenz abgeschlossen.
Präsident der IBK ist ex officio der altkatholische Erzbischof von Utrecht. Stimmberechtigte Mitglieder der IBK sind gemäß dem Statut die Bischöfe der Utrechter Union. Einen ständigen Vertreter entsenden der Erzbischof von Canterbury und der Vorsitzende Bischof der Episkopalkirche, die bischöflichen Kirchen von Spanien und Portugal entsenden fallweise einen Beobachter. In der Lambeth-Konferenz und im Anglican Consultative Council besitzen die von der IBK entsandten Vertreter Stimmberechtigung, darüber hinaus haben sie einen Beobachterstatus bei den anglikanischen Jurisdiktionen auf dem europäischen Festland.

### Internationaler Altkatholikenkongress
Der Internationale Altkatholikenkongress ist zwar fester Bestandteil des Altkatholizismus, besitzt aber keinen kirchenamtlichen Charakter. Die Altkatholikenkongresse finden alle vier Jahre statt und sind ein umfassendes Forum aus Laien und Theologen aus allen altkatholischen Kirchen. Weiter entsenden auch andere Kirchen ihre Beobachter. Altkatholikenkongresse gibt es seit 1871, bis zur Gründung der Utrechter Union waren sie aber auf Deutschland beschränkt. Seit 1890 werden sie als Internationale Altkatholikenkongresse durchgeführt. Die altkatholischen Bischöfe nehmen seitdem an allen Kongressen teil, oft wird auch eine Sitzung der Internationalen Altkatholischen Bischofskonferenz mit dem Kongresstermin verbunden.

### Weitere Einrichtungen
Der Internationale Anglikanische-Altkatholische Koordinierende Rat, abgekürzt (englisch) AOCICC, wurde 1998 von den Erzbischöfen von Canterbury und Utrecht initiiert und behandelt die Zusammenarbeit im Rahmen der durch das Bonn Agreement bestehenden communio in sacris (Sakramentengemeinschaft). Neben dem jährlichen Austausch von Informationen über Begebenheiten in den beiden Kirchenfamilien werden auch die Beziehungen zu dritten Kirchen erörtert. Etwa alle fünf Jahre erfolgt eine personelle Erneuerung des Gremiums.
Die Internationale Römisch-Katholisch-Altkatholische Dialogkommission (IRAD) wurde erstmals im Jahr 2000 bei einer persönlichen Begegnung des altkatholischen Erzbischofs von Utrecht Antonius Jan Glazemaker und des Päpstlichen Einheitsrates Edward Kardinal Cassidy in Aussicht genommen. Unter deren Amtsnachfolgern, Erzbischof Joris Vercammen beziehungsweise Walter Kardinal Kasper nahm die Kommission 2003 ihre Arbeit auf. Als Co-Präsidenten waren der römisch-katholische Bischof Paul-Werner Scheele und der christkatholische Bischof Fritz-René Müller berufen. Die Vertreter der altkatholischen Kirchen werden von der Internationalen Altkatholischen Bischofskonferenz nominiert, die Berufung auf römisch-katholischer Seite erfolgt durch den Präsidenten des Päpstlichen Rates zur Förderung der Einheit der Christen. Der Bericht der Kommission wurde 2009 unter dem Titel Kirche und Kirchengemeinschaft vorgelegt und danach einige Jahre in den beteiligten Kirchen rezipiert.
Von 2012 bis 2016 tagte die Internationale Römisch-Katholisch-Altkatholische Dialogkommission (IRAD II) wieder, als Co-Präsidenten hatten sich der altkatholische Bischof Matthias Ring und der von Kurt Kardinal Koch berufene römisch-katholische Erzbischof Hans-Josef Becker zur Verfügung gestellt. Das Abschlussdokument Kirche und Kirchengemeinschaft (Zweiter Bericht) wurde 2017 veröffentlicht.
Die Orthodox-Altkatholische Arbeitsgruppe ist ein durch das ökumenische Patriarchat und die Internationale Altkatholische Bischofskonferenz eingesetztes Gremium, das seit 2004 regelmäßig tagt und ökumenische Fragestellungen im orthodox-altkatholischen Dialog erörtert. Die Co-Vorsitzenden sind der christkatholische Bischof Harald Rein und der orthodoxe Bischof Kyrillos Katerelos (Athen), der diese Funktion 2011 vom Metropoliten von Austria Michael Staikos übernahm. Im gleichen Jahr wurde die Arbeitsgruppe im Phanar vom ökumenischen Patriarchen Bartholomeos I. empfangen, wobei sich dieser deutlich für die Fortsetzung des Dialogs aussprach.
Die Internationale Altkatholische Theologenkonferenz besteht seit 1950 und wird im Durchschnitt alle zwei Jahre abgehalten. Die Tagungen dienen zur Herausarbeitung von Fragen an die zeitgenössische Theologie und zur Vertiefung der gemeinsamen Glaubensgrundlagen des Altkatholizismus.
Das Internationale Altkatholische Laienforum ist 1991 entstanden und kommt in einem etwa zweijährlichen Rhythmus zur Durchführung. Das Forum hat keinen kirchenrechtlichen Charakter, sondern wird als Verein geführt. Das Laienforum soll das synodale Prinzip des Altkatholizismus auch auf Ebene der Utrechter Union verwirklichen.
Die Beschlüsse und Dokumente der genannten Einrichtungen werden regelmäßig in der Internationalen kirchlichen Zeitschrift veröffentlicht. Die 1892 gegründete IKZ erscheint in Quartalsheften in Bern und ist das wissenschaftliche Organ des Altkatholizismus. Neben wichtigen Beschlüssen der altkatholischen Ortskirchen und Beiträgen von altkatholischen Autoren finden sich auch immer wieder ökumenische Publikationen in der IKZ.

## Gemeinschaft mit anderen Kirchen
Die Utrechter Union steht durch das Bonn Agreement seit 1931 in voller Kirchengemeinschaft (full communion) mit der Anglikanischen Kirche. Die Bonner Vereinbarung wird darüber hinaus seit 1965 auch auf die Unabhängige Philippinische Kirche, die Reformierte Episkopalkirche Spaniens und die Lusitanische Kirche von Portugal angewendet. Seit November 2016 steht die Utrechter Union zudem mit der Kirche von Schweden und seit Juni 2019 mit der Mar-Thoma-Kirche in Kirchengemeinschaft.
Mehrere alt-katholische Kirchen laden auch Christen anderer Konfessionen zum Abendmahl ein. In Deutschland besteht seit 1985 mit den evangelischen Kirchen der EKD eine gegenseitige Einladung zum Abendmahl. Die Altkatholische Kirche Österreichs und die Evangelische Kirche A. u. H. B. in Österreich sowie die Kirchen in Tschechien haben kurz darauf ebenfalls eine entsprechende Vereinbarung über eucharistische Gastfreundschaft getroffen, diese evangelisch-altkatholische Regelung gilt somit derzeit in drei Ländern.
Mit dem Lutherischen Weltbund gibt es derzeit keinen direkten Lehrgespräche, es ist aber in der anglikanisch-lutherischen Dialogkommission ein ständiger altkatholischer Beobachter akkreditiert.
Der theologische Dialog mit den orthodoxen Kirchen, der 1987 zu seinem Abschluss kam, zeigte weitgehende Übereinstimmung in dogmatischen Fragen. Zu einem Abkommen über Kirchengemeinschaft ist es jedoch aufgrund der Einführung der Frauenordination durch die westeuropäischen altkatholischen Kirchen in den 1990er Jahren nicht gekommen. Seit 2004 wurden allerdings wieder Gespräche, auch über den Punkt der Frauenordination, geführt. Als der Ökumenische Patriarch von Konstantinopel Bartholomeos I. im April 2014 offiziell die Niederlande besuchte, umfasste sein Programm auch ein persönliches Treffen mit Erzbischof Joris Vercammen und die Feier einer Pontifikalvesper in der altkatholischen St. Gertrudiskathedrale in Utrecht. In seiner Grußbotschaft an die Internationale Altkatholische Bischofskonferenz würdigte der Patriarch unter anderem die bis 1987 veröffentlichten 26 gemeinsamen Basistexte als „Meilensteine“ in den Beziehungen zwischen Orthodoxie und Altkatholizismus und äußerte sich anerkennend über die Arbeit der derzeitigen Orthodox-Altkatholischen Arbeitsgruppe.
Mit der römisch-katholischen Kirche gab es bis zum Zweiten Vatikanischen Konzil praktisch keine Kontakte. Zum Zweiten Vatikanischen Konzil selbst wurde offiziell eine altkatholische Beobachterdelegation (Werner Küppers, Petrus Maan, Herwig Aldenhoven) entsandt. Unmittelbar nach dem Konzil begannen nationale Dialogkommissionen mit ihrer Arbeit, in Deutschland unter Beteiligung von Heinrich Fries. 1968 trafen sich die römisch-katholischen Mitglieder aus verschiedenen Ländern in Zürich; das Ergebnis dieser internationalen Konsultation war die sogenannte Zürcher Nota, die fast wörtlich die Regelungen des Konzils für die Ostkirchen übernahm und auf die Altkatholiken anwendete, insbesondere die Zulassung zu Buße, Eucharistie und Krankensalbung. Auf dieser Grundlage wurde 1973 durch die Deutsche Bischofskonferenz unter Julius Kardinal Döpfner eine Vereinbarung über pastorale Hilfe zwischen der römisch-katholischen und der alt-katholischen Kirche gebilligt. 1974 und 1975 wurden weitere, von Rom geforderte Ergänzungen eingefügt, die Promulgation durch den Vatikan blieb jedoch aus. Die Fortsetzung des Dialogs fand in den nächsten Jahrzehnten nur auf nationaler Ebene statt, erst ab 2003 kam es wieder zur Einsetzung einer internationalen Dialogkommission. Zur Amtseinsetzung von Papst Franziskus und zu der Privataudienz für ökumenische Gäste war im März 2013 auch der altkatholische Erzbischof Joris Vercammen eingeladen. Im Zuge dieser persönlichen Begegnung würdigte man auch den römisch-katholisch-altkatholischen Dialog.
Die Internationale Altkatholische Bischofskonferenz der Utrechter Union war am 30. Oktober 2014 erstmals im Vatikan zu Gast. Nach einem Informationsaustausch mit Kurt Kardinal Koch empfing Papst Franziskus die altkatholischen Bischöfe unter der Führung von Erzbischof Vercammen in Privataudienz. Der Papst ermunterte mit seiner Ansprache vor der Bischofskonferenz zum Voranschreiten der Zusammenarbeit von Katholiken und Altkatholiken und erwähnte ausdrücklich die wichtige Rolle der seit einigen Jahren bestehenden Internationalen Römisch-Katholisch-Altkatholischen Dialogkommission (IRAD). Im Zuge der Kirchentrennung sei es zu „menschlichen Fehlern“ gekommen.

## Mitgliedskirchen
Gründungsmitglieder der Utrechter Union waren die Altkatholische Kirche der Niederlande, die bereits seit 1723 im Schisma mit Rom stand und die Apostolische Sukzession garantierte, sowie die 1871 bis 1873 konstituierte Alt-Katholische Kirche in Deutschland und die christkatholische Kirche der Schweiz. 1890 schloss sich die altkatholische Kirche in Österreich an. In den Jahren 1897 bzw. 1907 erfolgte die Aufnahme der von polnischen Auswanderern in den USA gegründeten Polish National Catholic Church. Im Jahre 1909 wurden auch die in Polen beheimateten und von der russischen Besatzung überwachten Mariaviten in die Utrechter Union aufgenommen. Nach der 1909 erfolgten Konsekration von Jan Maria Michał Kowalski führten spiritualistische Tendenzen (unter anderem „mystische Ehen“ zwischen Priestern und Nonnen) 1924 zum Ausschluss der Mariaviten aus der Union. Im Jahre 1951 schloss sich die Polnisch-Katholische Kirche der Union an.

### Heutige Mitgliedskirchen
Selbstständige Kirchen mit Stimmrecht:
- Altkatholische Kirche der Niederlande
  - Erzbistum Utrecht
    - Bischofssitz: Kathedralkirche St. Gertrudis (Utrecht)
    - Ordinarius: Erzbischof Bernd Wallet
    - Emeritus: Alterzbischof Joris Vercammen

  - Bistum Haarlem
    - Bischofssitz: Kathedralkirche St. Anna und Maria (Haarlem)
    - Ordinarius: Bischof Dick Schoon

  - Bistum Deventer
    - Bischofssitz: dauerhaft vakant (unter der Jurisdiktion des Erzbischofs von Utrecht)

- Katholisches Bistum der Alt-Katholiken in Deutschland
  - Dienstsitz: Bonn (Bischofs- und Bistumskirche: Namen-Jesu-Kirche (Bonn), seit 2012)
  - Ordinarius: Bischof Matthias Ring

- Christkatholische Kirche der Schweiz
  - Bischofssitz: Kathedralkirche St. Peter und Paul (Bern)
  - Ordinarius: Bischof Frank Bangerter
  - Emeriti: Altbischof Harald Rein; Altbischof Fritz-René Müller

- Altkatholische Kirche Österreichs
  - Bischofssitz: Kathedralkirche St. Salvator (Wien)
  - Ordinarius: Bischof Maria Kubin
  - Emeriti: Altbischof Bernhard Heitz, Altbischof Johannes Okoro, Altbischof Heinz Lederleitner

- Altkatholische Kirche in Tschechien
  - Bischofssitz: Kathedralkirche St. Laurentius (Prag); Konkathedrale: Kirche der Verwandlung Christi (Warnsdorf)
  - Ordinarius: Bischof Pavel Benedikt Stránský
  - Emeritus: Altbischof Dušan Hejbal

- Polnisch-Katholische Kirche
  - Bistum Warschau
    - Bischofssitz: Heilig-Geist-Kathedrale (Warschau)
    - Ordinarius: Bischof Wiktor Wysoczański (Leitender Bischof der Polnisch-Katholischen Kirche)

  - Bistum Breslau
    - Bischofssitz: Kathedralkirche St. Maria Magdalena („Magdalenenkirche“) – vakant
    - Diözesanadministrator: Infulierter Dekan Stanisław Bosy, St. Peter & Paul, Stettin

  - Bistum Krakau–Tschenstochau
    - Bischofssitz: Kathedralkirche Hl. Gottesmutter Königin der Apostel (pw. Matki Bożej Królowej Apostołów) (Tschenstochau) – vakant
    - Diözesanadministrator: Infulierter Dekan Antoni Norman, Heiligstes Herz Jesu, Bukowno

Unselbständige Kirchen bzw. Gemeinden:
- Mission Vieille-catholique en France
- Altkatholische Kirche Kroatien
- Altkatholische Kirche in Schweden und Dänemark
- Chiesa vetero cattolica italiana dell’Unione di Utrecht

### Ehemalige Mitgliedskirchen
- Altkatholische Kirche der Mariaviten (bis 1924 zur Utrechter Union gehörig, Wiederaufnahme wurde 2014 beschlossen)
- Polish National Catholic Church (PNCC) in den USA (bis 2003 zur Utrechter Union gehörig)
- Altkatholische Kirche der Slowakei (1992 bis 2004 als unselbständige Mitgliedskirche zur Utrechter Union gehörig)
- Polnisch-Katholische Kirche in Kanada (von 2003 bis Mai 2009 als unselbständige Mitgliedskirche zur Utrechter Union gehörig, hat sich der PNCC/USA wieder angeschlossen)

### Untergegangene Kirchen
- Slowenische Altkatholische Kirche
  - ehemals 3000 Gläubige, 1 Bischof (Anton Kovačević), 4 Gemeinden, 3 Priester (Stand: Oktober 1969)
- Altkatholische Kirche in Serbien
  - ehemals 3000 Gläubige, 1 Bistumsverweser (Jovan Ajhinger[44], Belgrad), 4 Gemeinden, 4 Priester. Es scheint noch eine Gemeinde bei Novi Sad zu bestehen. Bei der Volkszählung 2002 werden in den Vorbemerkungen der Auswertung aufgeführt: „Altkatholische Kirche“ und „Kroatische Altkatholische Nationalkirche“, allerdings sind im öffentlich zugänglichen Bereich keine Zahlen genannt; sie sind enthalten in „Sonstige“. Im Regierungsjahrbuch der Republik „Serbien und Montenegro“ für das Jahr 2004 wird der Bistumsverweser aufgeführt, es scheint also eine staatliche Anerkennung zu geben.

## Aktuelle Entwicklungen und Konflikte
Als das deutsche Bistum am 23. Mai 1996 nach entsprechendem Synodenbeschluss vom 10. Mai 1994 die ersten Frauen zu Priesterinnen weihte, wurde dem deutschen Bischof vorübergehend das Stimmrecht in der Internationalen Bischofskonferenz entzogen. Der Grund dafür war, dass man sich zuvor darauf geeinigt hatte, mit der praktischen Umsetzung der Frauenordination, die im Grundsatz in allen westeuropäischen Kirchen akzeptiert wurde, noch einige Jahre zu warten und nur gemeinsam vorzugehen. Da jedoch die Internationale Bischofskonferenz 1997 feststellen musste, dass ein solches gemeinsames Vorgehen wegen der inhaltlichen Differenzen nicht möglich sein würde, haben in den folgenden Jahren auch die drei anderen westeuropäischen Kirchen Frauen ordiniert. Die beiden Kirchen im Osten Europas ordinieren keine Frauen ins Priesteramt (die altkatholische Kirche Tschechiens weiht allerdings Frauen zu Diakoninnen). Sie haben jedoch die kirchliche Gemeinschaft mit denjenigen altkatholischen Kirchen, die auch Frauen ordinieren, aufrechterhalten.
Da die PNCC die Frauenordination kategorisch ablehnt, hat sie – nachdem sie die communicatio in sacris (Sakramentsgemeinschaft) bereits vorher verweigerte – im Jahre 2003 die Utrechter Union verlassen.
Die slowakische Jurisdiktion wurde 2004 aufgrund der Weihe eines Priesters zum Bischof durch einen sogenannten Vagantenbischof aus der Utrechter Union ausgeschlossen.
Am 1. April 2014 beschloss die Internationale Bischofskonferenz, die seit 1924 getrennte Altkatholische Kirche der Mariaviten wieder in die Utrechter Union aufzunehmen; die Aufnahme wurde allerdings bislang nicht vollzogen, da sich nach dem Beschluss der Internationalen Bischofskonferenz herausstellte, dass bei den Mariaviten noch interner Klärungsbedarf besteht.